# Probopyrinella latreuticola
Probopyrinella latreuticola là một loài chân đều trong họ Bopyridae. Loài này được Gissler miêu tả khoa học năm 1882.